# محسن الكعبي
محسن الكعبي (بالفرنسية: Mohsen Kaabi)‏ هولد في 8 ديسمبر 1971 في البطان في تونس. هو سياسي تونسي. عضو في حركة النهضة ذات التوجهات الإسلامية، انتخاب في انتخابات 23 أكتوبر 2011 كنائب عن دائرة منوبة الانتخابية في المجلس الوطني التأسيسي.

## السيرة الذاتية
زاول محسن الكعبي تعليمه الإعدادي في المعهد الفني بتونس. أعتقل سنة دراسته للبالكالوريا، وعند خروجه تحصل على شهادة الباكالوريا. بعد ذك تلقى شهادته الجامعية من المعهد العالي للدراسات التكنولوجية برادس فاختصاص التقنيات التجارية في 2003.

ظهر بعد ذلك على قوائم حركة النهضة في انتخابات 23 أكتوبر 2011 وانتخب كنائب عن دائرة منوبة الانتخابية في المجلس الوطني التأسيسي. كان في هذا المجلس عضو لجنة الجماعات العمومية الجهوية والمحلية وكذلك عضو لجنة شهداء وجرحى الثورة وتفعيل العفو التشريعي العام.

## مقالات ذات صلة
- حركة النهضة (تونس).

## روابط خارجية
- السيرة الذاتية لمحسن الكعبي على موقع مرصد المجلس الوطني التأسيسي التابع لمنظمة البوصلة.